# Kenhsuita
La kenhsuita es un sulfuro de mercurio con iones cloruro. Fue descrito como especie a partir de ejemplares obtenidos en la mina McDermitt, en Opalite, condado de Humboldt Nevada,(USA). El nombre es un homenaje al Dr. Kenneth Junghwa Hsu. Profesor Emérito del Instituto Federal Suizo de Tecnología, de Zúrich (Suiza).

## Propiedades físicas y químicas
La kenhsuita aparece como agregados de microcristales capilares o aciculares, con brillo vítreo o sedoso. El mineral es originalmente incoloro o de color blanco, pero aparece con mucha frecuencia teñido de anaranjado o rojo por la presencia de cinabrio asociado. La exposición prolongada a la luz provoca su oscurecimiento. El sulfocloruro de mercurio de la composición de la kenhsuita se encuentra en tres formas polimórficas. La kenhsuita es rómbica, mientras que las otras dos son la corderoíta y de la lavrientivita.

## Yacimientos
La kenhsuita es un mineral extraordinariamente raro, conocido en muy pocas localidades en el mundo. En la localidad tipo, se encontró como cristales aciculares o tabulares extremadamente pequeños, de un tamaño inferior a 100 micras. La localidad en la que aparecen los mejores ejemplares es la mina Oriental, en Chóvar, Castellón (España) en la que los cristales aciculares superan habitualmente el milímetro, formando agregados centimétricos de cristales dispuestos en abanico. En estos dos yacimientos aparece asociada a corderoíta y a cinabrio.  